# Гянджинские ворота (Шуша)
Гянджинские ворота (азерб. Gəncə qapısı) — ворота Шушинской крепости, обращённые в сторону города Гянджи. Эти ворота сохранились лучше чем крепостные стены и башни крепости.

## Описание
Ворота имеют стрельчатую арку, которая обрамлена рамкой. В кладке арки сочетаются камень светлого и тёмного оттенков. Пространство между аркой и её обрамлением заполнено каменной кладкой «в ёлку». Перед воротами была устроена защитная стена, которая предохраняла ворота от прямого доступа к ним. Помещения, служившие для размещения стражи, примыкали к воротам с внутренней стороны. На основании сохранившихся фрагментов верхней стены предполагается, что над воротами когда-то было помещение, служившее для защиты самого входа.
С запада к воротам примыкает двухъярусная башня. Сообщение между ярусами осуществлялось через отверстие в потолке первого этажа. Стены башни прорезаны бойницами.
От ворот начинается Площадь Диванхана.
В марте 2021 года, вскоре после вооружённого конфликта произошедшего осенью 2020 года, на данном участке крепостной стены были проведены работы по консервации, а над воротами была установлена надпись «Şuşa».

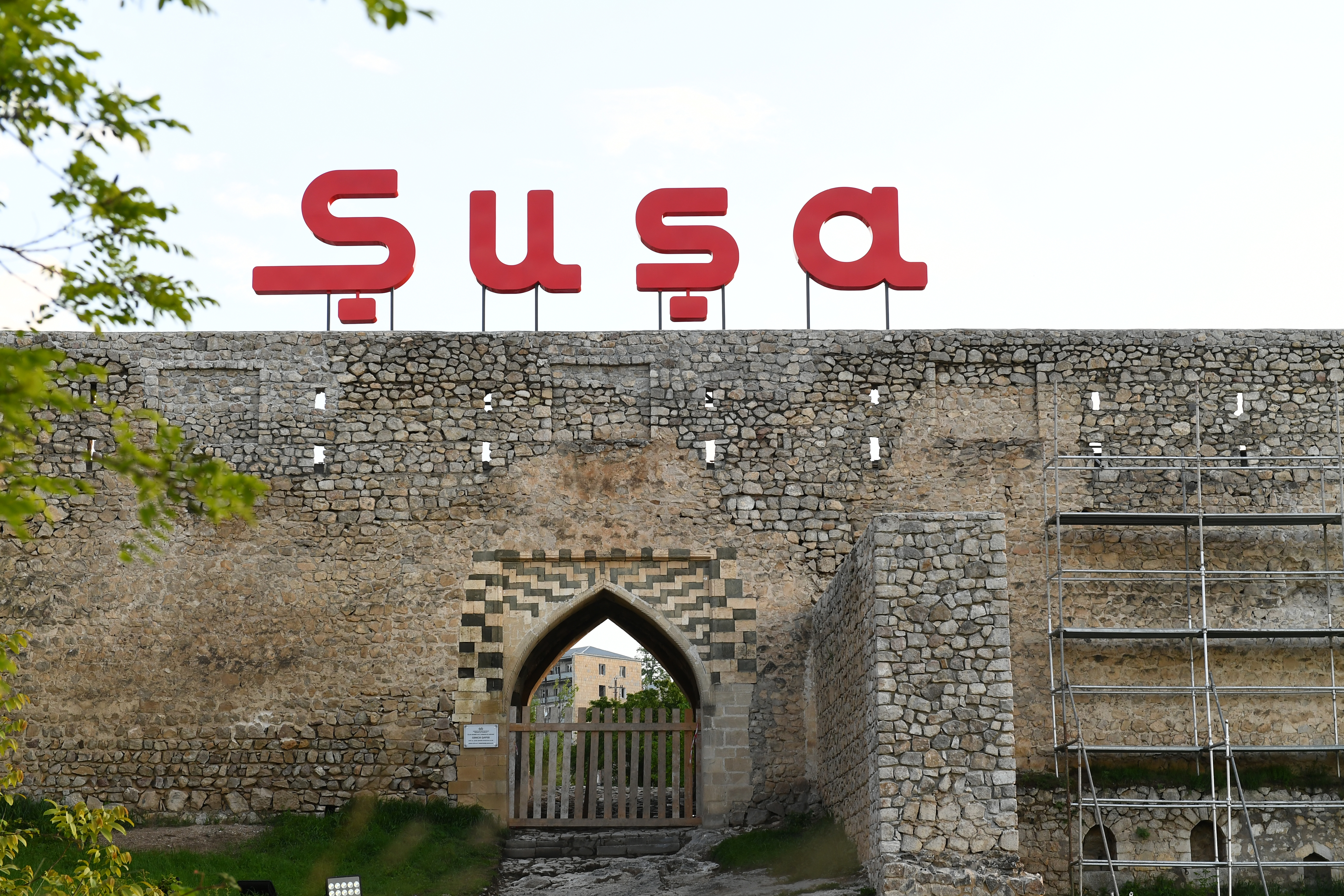
Гянджинские ворота в 2021
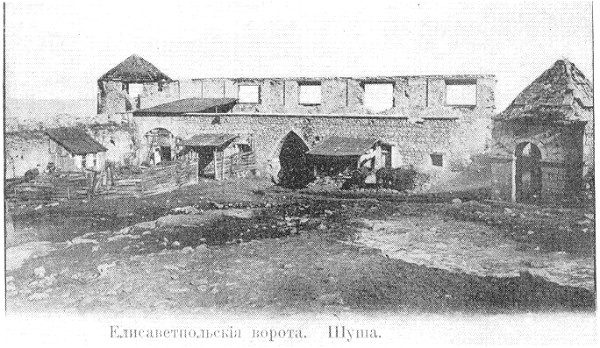
Гянджинские ворота в конце XIX века
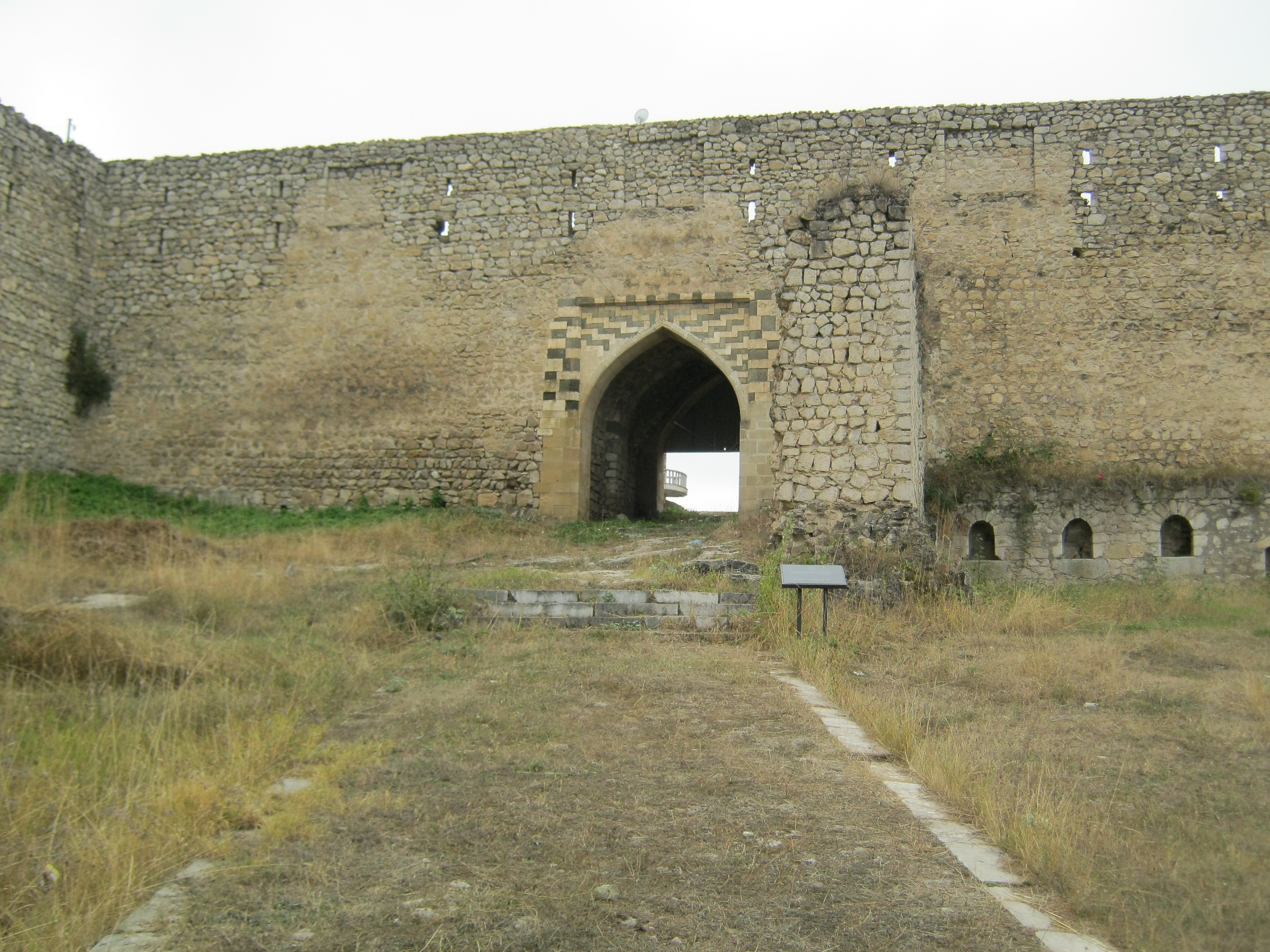
Вид на ворота (с внешней стороны крепости)
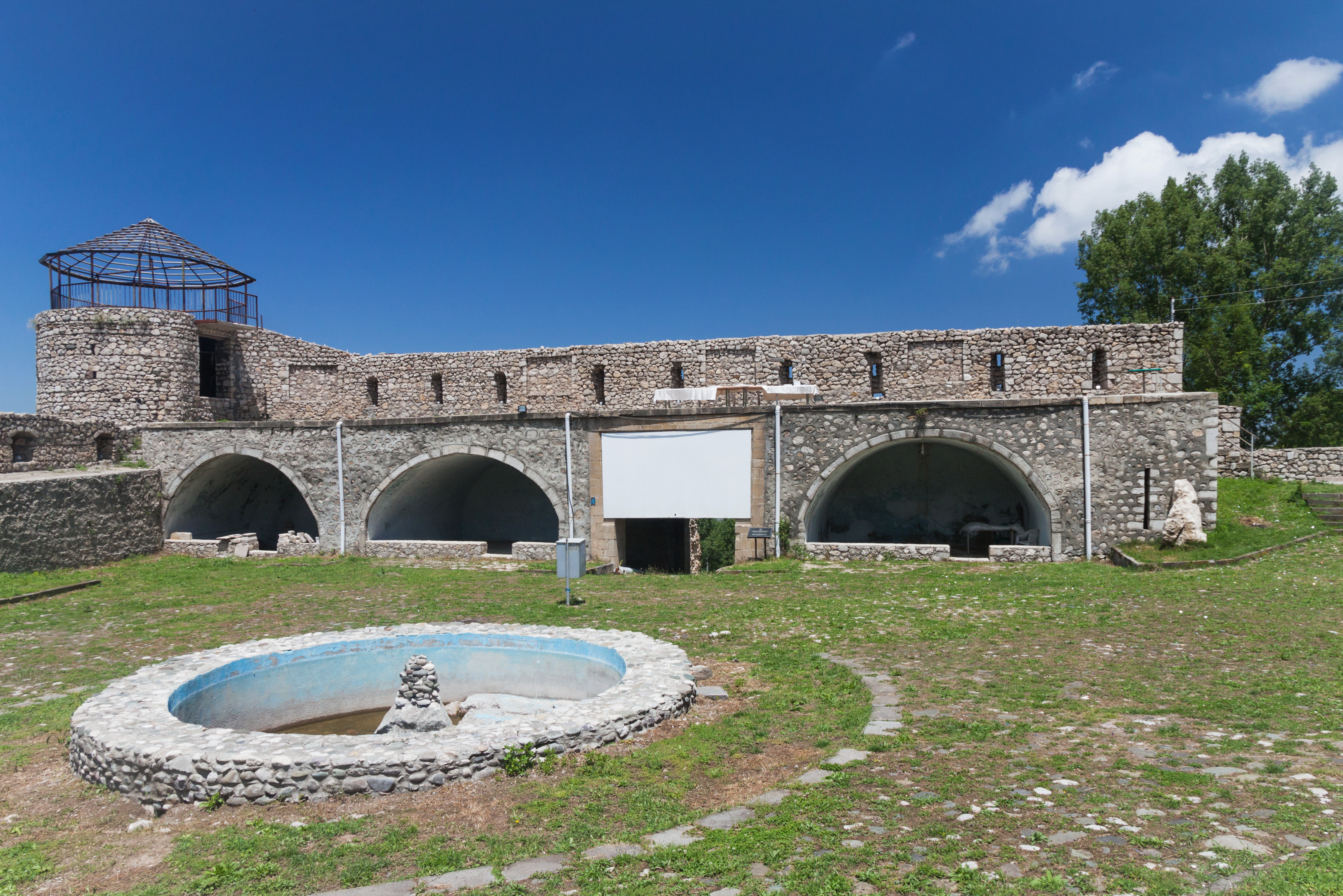
Вид на ворота (с внутренней стороны крепости)
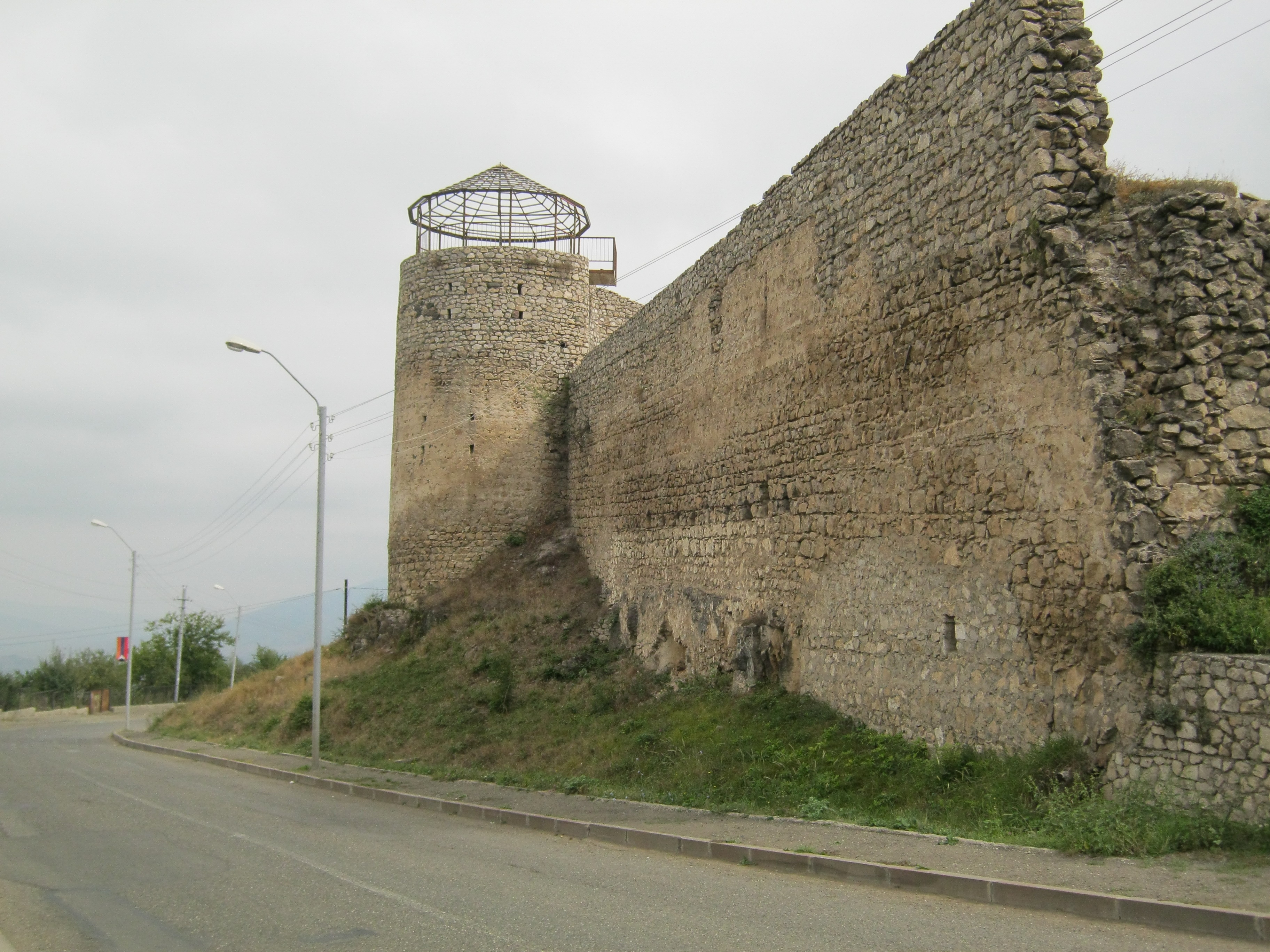
Башня, примыкающая к воротам